# Shelter (bài hát của The xx)
"Shelter" là bài hát của ban nhạc indie pop The xx. Đây là bài hát số 7 nằm trong album phòng thu đầu tay của nhóm, xx và là bài hát duy nhất từ album được viết và thể hiện mà không có cựu thành viên Baria Qureshi. Lời bài hát do Romy Madley Croft chắp bút, với phần nhạc do chính cô cùng Oliver Sim và Jamie Smith sáng tác. Bài hát cũng do Jamie sản xuất.
Bài hát được trình bày lại nhiều lần bởi nhiều nghệ sĩ khác nhau, nổi bật có Birdy, trình bày lại trong album phòng thu đầu tay Birdy, và do Hercules and Love Affair với phiên bản trình bày lại được nằm trong các bản bổ sung của phiên bản tại Mỹ của album phòng thu thứ hai của họ, Blue Songs. Sophie Habibis trình bày lại bài hát này theo phong cách của Birdy trên chương trình trong mùa thứ 8 của The X Factor.

## Phiên bản của Birdy
Phiên bản trình bày lại của "Shelter" do nữ ca sĩ người Anh Birdy trình bày được phát hành vào ngày 3 tháng 6 năm 2011 dưới dạng tải nhạc số. Bài hát đạt tới vị trí thứ 50 trên UK Singles Chart.

### Video âm nhạc
Một video âm nhạc cho "Shelter" được phát hành trên hệ thống YouTube vào ngày 16 tháng 6 năm 2011; với độ dài 3 phút 57 giây.

### Danh sách bài hát
| STT | Nhan đề   | Thời lượng |
| --- | --------- | ---------- |
| 1.  | "Shelter" | 3:44       |

### Trên bảng xếp hạng
| Bảng xếp hạng (2011)                     | Thứ hạng cao nhất |
| ---------------------------------------- | ----------------- |
| UK Singles (The Official Charts Company) | 50                |

### Lịch sử phát hành
| Quốc gia | Ngày               | Định dạng   | Nhãn thu âm      |
| -------- | ------------------ | ----------- | ---------------- |
| Anh Quốc | 3 tháng 6 năm 2011 | Tải nhạc số | Atlantic Records |